# 法尼基焦磷酸
法尼基焦磷酸、金合欢基焦磷酸、焦磷酸金合欢酯（英語：Farnesyl pyrophosphate，FPP）是存在于β-羟基-β-甲基戊二酸单酰辅酶A还原酶途径中的一个中间产物，用于在生物体内生物合成萜、类萜与甾醇。
此物质是鲨烯（通过鲨烯合酶生成）、脱氢长萜醇二磷酸（长萜醇的一个前体）与牻牛儿牻牛儿基焦磷酸（GGPP）的中间前体。

## 生物合成
法尼基焦磷酸合酶（一种异戊二烯基转移酶）催化二甲基丙烯焦磷酸依次与两个单位的3-异戊烯焦磷酸之间发生缩合反应，而形成了法尼基焦磷酸。
- 二甲基丙烯焦磷酸与3-异戊烯焦磷酸反应形成牻牛儿基焦磷酸：

- 牻牛儿基焦磷酸本身与3-异戊烯焦磷酸反应生成法尼基焦磷酸

## 调控
以上所有反应都会被二碳磷酸盐化合物（用于骨质疏松症）所抑制。

## 相关化合物
- 法尼烯
- 法尼醇
- 牻牛儿基焦磷酸
- 牻牛儿牻牛儿基焦磷酸